# Paxson (Alaska)
Paxson es un lugar designado por el censo ubicado en el Área censal de Valdez–Cordova en el estado estadounidense de Alaska. En el Censo de 2010 tenía una población de 40 habitantes y una densidad poblacional de 0,05 personas por km².

## Geografía
Paxson se encuentra en las coordenadas 63°2′56″N 145°38′16″O / 63.04889, -145.63778. Según la Oficina del Censo de los Estados Unidos, Paxson tiene una superficie total de 827.03 km², de la cual 789.97 km² corresponden a tierra firme y (4.48%) 37.06 km² es agua.

## Demografía
Según el censo de 2010, había 40 personas residiendo en Paxson. La densidad de población era de 0,05 hab./km². De los 40 habitantes, Paxson estaba compuesto por el 92.5% blancos, el 5% eran afroamericanos, el 0% eran amerindios, el 0% eran asiáticos, el 0% eran isleños del Pacífico, el 0% eran de otras razas y el 2.5% pertenecían a dos o más razas. Del total de la población el 0% eran hispanos o latinos de cualquier raza.